# VietinBank Business Center Office Tower
VietinBank Business Center Office Tower – drapacz chmur budowany w Hanoi. Budowa rozpoczęła się w 2011. Zakończenie prac planowane jest na 2021. Budynek ma mieć 70 kondygnacji (68 nad ziemią i 2 pod ziemią), 28 wind. Planowana wysokość budowli to 363 m. Ma pełnić funkcję biurową.